# Ribeira Grande (Santo Antão)
Ribeira Grande és una vila al nord de l'illa de Santo Antão a l'arxipèlag de Cap Verd. Està situada en la confluència de les valls dels rius Ribeira Grande i Ribeira da Torre, totes dues apres per a l'agricultura. No disposa de port, encara que està situada en la costa. És el centre de serveis del municipi, encara que no la capital administrativa d'aquest, que és Ponta do Sol, situada a uns 6 km al nord, seguint la costa.
Va ser fundada en la segona meitat del segle xvii, per emigrants arribats des de les illes de Santiago i Fogo, juntament amb colons vinguts del nord de Portugal, amb el nom de Povoação, amb el qual encara avui dia és coneguda a vegades. L'assentament fou elevat a vila en 1732. Disposa d'un petit nucli antic amb edificis colonials portuguesos del segle xix, entre els quals destaquen l'església de Nossa Senhora do Rosário i la casona de Roberto Duarte Silva (1837-1889), científic originari de la localitat, encara que va desenvolupar el seu treball a París.

## Demografia
| Any  | Població |
| ---- | -------- |
| 1990 | 2.550    |
| 2005 | 2.950    |
| 2010 | 2.564    |